# Жељко Пољак
Жељко Пољак (рођен 29. априла 1959. у Ријеци) бивши је југословенски и хрватски кошаркаш. Играо је на позицији центра.
Током играчке каријере је између осталих наступао за Југопластику, Цибону и Загреб. 
Са репрезентацијом Југославије је освојио сребрну медаљу на Европском првенству 1981. Такође је наступао и на Европском првенству 1983.